# Bass Reeves
Pour les articles homonymes, voir Reeves.
Bass Reeves, né en juillet 1838 dans le comté de Crawford (Arkansas) et mort le 12 janvier 1910 à Muskogee (Oklahoma), est le premier adjoint noir  de l'United States Marshals Service à l'ouest du Mississippi.
Il officie principalement en Arkansas et sur le territoire de l'Oklahoma. Du fait de sa longue carrière, il est crédité de plus de 3 000 arrestations.

## Biographie

### Jeunesse
Bass Reeves naît dans une famille d'esclaves dans le comté de Crawford (Arkansas) en 1838,. Son prénom est choisi en mémoire de son grand-père, Basse Washington. Reeves et sa famille sont les esclaves d'un membre du parlement de l'Arkansas, William Steele Reeves. Vers 1846, William Reeves déménage dans le Comté de Grayson, près de Sherman. Bass Reeves aurait été au service du fils de William Steele Reeves, le colonel George R. Reeves, qui était shérif et législateur au Texas.
Pendant la guerre de Sécession, Bass Reeves quitte George Reeves, supposément « parce que Bass a battu George après une dispute liée à un jeu de cartes »,,. Bass s'enfuit vers le Nord, dans les territoires indiens. Il vit avec les nations Cherokee, Séminoles, et Creek et apprend leurs langues. Il est affranchi après l'adoption du treizième amendement à la Constitution des États-Unis, qui abolit l'esclavage en 1865.
Bass Reeves déménage alors en Arkansas et cultive la terre près de Van Buren. Il épouse Nellie Jennie Wilson, une Texane, avec laquelle il aura onze enfants.

### Carrière

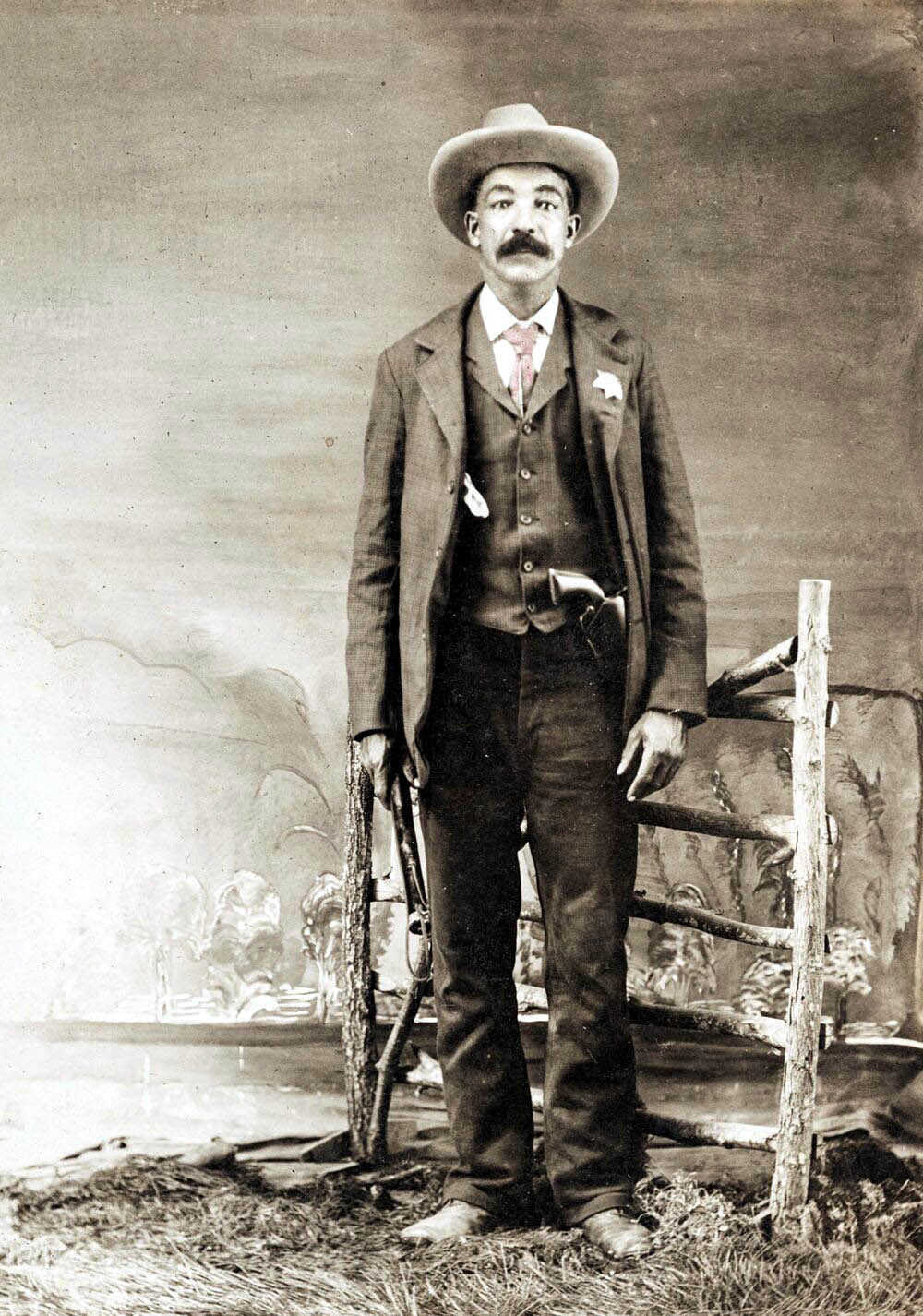
Portrait de Bass Reeves vers 1902.

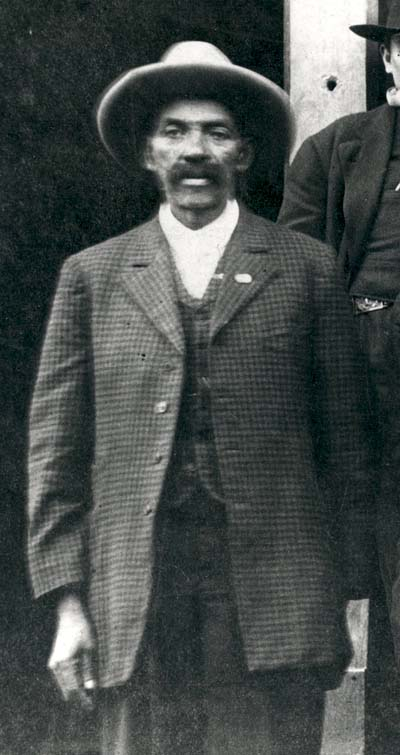
Bass Reeves en 1907.

En 1875, Isaac Parker est nommé juge fédéral pour le territoire indien. Il nomme James F. Fagan U.S. marshal, et le charge de recruter deux cents adjoints. Fagan ayant entendu dire que Reeves connaissait le territoire indien et plusieurs langues, il le recrute. Reeves est le premier Noir à servir dans cette position à l'ouest du Mississippi,.
Bass Reeves travaille pendant trente-deux ans dans la police du territoire indien. Bon tireur et bon détective, il devient l'adjoint le plus précieux du juge Parker. Il arrête de nombreux criminels, sans jamais être blessé. Lorsque son propre fils, Benjamin dit Bennie, est recherché pour avoir tué sa femme, il obtient l'autorisation de l'arrêter lui-même. Bennie est condamné à vingt ans de prison, commués en onze ans, et après sa peine sera un citoyen modèle,,[réf. à confirmer]. 
En 1907 le territoire où vie Reeves devient officiellement l'Oklahoma, des lois ségrégationnistes sont immédiatement votées et Reeves perd alors tous ses droits. Il n'a plus droit d'être adjoint au shérif, c'est la loi. 
Bass prend sa retraite en 1907, après avoir arrêté plus de 3 000 criminels,. Il en aurait tué quatorze pour défendre sa propre vie[réf. souhaitée]. Il est mort de maladie.

## Culture

### Romans
- Russ Brown, Miss Chisum, 2019.
- Sidney Thompson, Follow the Angels, Follow the Doves: The Bass Reeves Trilogy, Book One, University of Nebraska Press, 2020[11]

### Films
- Bass Reeves, une fiction de 2010 avec James A. House dans le rôle titre[12].
- They Die by Dawn (2013), joué par Harry Lennix.
- Hell on the Border film de 2019 avec David Gyasi[13].
- 2021 : The Harder They Fall de Jeymes Samuel, joué par Delroy Lindo.

### Série TV
- Timeless, saison 1 épisode 12 « L'assassinat de Jesse James » [14]. Lors de leur voyage dans le temps, les héros rencontre Bass Reeves qu'ils identifient comme étant l'homme à l'origine du mythe du « Lone Ranger ».
- Watchmen, saison 1. Présent dans un faux film diffusé dans un cinéma, inspirant plus tard Will Reeves pour créer son alias de justicier, "Le juge masqué"
- Le Tour du monde en 80 jours (2021), saison 1 épisode 7. Lors de leur traversée des États-Unis, les héros rencontrent Bass Reeves alors qu'il vient d'arrêter un membre du KKK.
- Lawmen : L'Histoire de Bass Reeves (2023) série, 1 saison, 8 épisodes. Avec David Oyelowo dans le rôle titre.

### Bandes dessinées
- Kevin Grevioux, David Williams, Bass Reeves, Allegiance Arts & Entertainment.
- Achdé, Jul, Les aventures de Lucky Luke, tome 9 : Un cow-boy dans le coton, Lucky Luke, 2020,  (ISBN 9782884714655)[15].
- Joel Christian Gill : Bass Reeves: Tales of the Talented Tenth No.1 (comics)
- Darko Macan, Igor Kordey: Marshall Bass (12 tomes), Delcourt
- Jacques Lamontagne et Thierry Gloris: Wild West tome 3 :  Scalps en série, édition Dupuis 2022

### Jeux de société
Cartaventura - Oklahoma, créé par Thomas Dupont, scénarisé par Arnaud Ladagnous, illustré par Guillaume Bernon et Jeanne Landart, édité chez BLAM ! : Dans ce jeu à la manière des « livres dont on est le héros », les joueurs incarnent Bass Reeves au moment où il cherche à s'affranchir de Georges Reeves. Il est possible d'offrir cinq destins différents à Bass Reeves. Le jeu inclut un livret historique expliquant ce qu'a été la vie de Bass Reeves.